# Föreningen för kvinnans politiska rösträtt i Eskilstuna
Föreningen för kvinnans politiska rösträtt i Eskilstuna, även kallad Eskilstunaföreningen för kvinnans politiska rösträtt, var Eskilstunas lokalförening inom Landsföreningen för kvinnans politiska rösträtt (LKPR), bildad 1906. Föreningen var verksam lokalt i Eskilstuna och arbetade för införandet av kvinnors rösträtt i Sverige.

## Historik
Föreningen bildades 1906, men upphörde, varefter den återupprättades av Lydia Wahlström i februari 1908. Den interpellerade riksdagsmän och tog initiativ till ett vandringsbibliotek.
Bland aktiviteterna fanns föredrag, samkväm, insamling av medel och förhandlingar om samarbete med andra organisationer. Föreningen deltog i insamlingar för välgörande ändamål och anordnade samhällskurser med hundratals besökare.

## Ordförande
- Agnes Jonson, 1906–1907
- Emma Robbert, 1908–1910
- Alma Johansson, 1910–1913
- Ingrid Hallman, 1913–1919
- Hilda Holm, 1919–1921